# 데이메이 황후
데이메이 황후(일본어: 貞明皇后, 1884년 6월 25일 ~ 1951년 5월 17일)는 다이쇼 천황(大正天皇)의 황후이다. 결혼전 이름은 구조 사다코(九条節子)이고, 데이메이(貞明)는 시호이다. 아들 히로히토(쇼와 천황)가 즉위한 뒤에는 '데이메이 황태후'로 불렸다.

## 생애

### 출생과 가계
1884년(메이지 17년) 6월 25일, 옛 셋케(攝家)의 공작 구조 미치타카의 넷째 딸(서녀)로, 외가가 있던 도쿄 간다센마치(神田錦町)에서 태어났다. 고메이 천황의 뇨고(女御)였던 에이쇼 황태후(英照皇太后)가 그녀의 고모였고, 언니 노리코(範子)는 황족 야마시나노미야(山階宮) 기쿠마로 왕(菊麿王)의 비였다. 친여동생 가즈코(籌子)는 니시혼간지의 문주(門主) 오타니 고즈이에게, 이복 남동생 구조 요시무네(九条良致)의 아내는 가인(歌人)으로도 유명한 구조 다케코(九条武子)이다. 메이지 천황과는 촌수상 종형제에 해당하는 셈이다.
태어난 해 7월에 도쿄부 히가시타마군(東多摩郡) 고엔지무라(高円寺村, 지금의 스기나미 구) 근교 농가의 오가와라 긴초(大河原金蔵) ・ 데이(てい) 부처의 집에 양녀로 보내져, '구조의 구로히메 님(黒姬様)'이라 불릴 정도로 씩씩하고 활달하게 자라났다. 이러한 그녀의 건강함은 병약했던 요시히토 친왕(嘉仁親王, 훗날의 다이쇼 천황)의 비로 간택되는 가장 결정적인 요인이기도 했다.

### 유년 시절
1888년(메이지 21년)부터 아카사카 후쿠키치마치(福吉町)에 있는 구조 집안에서 살게 되었다. 1890년(메이지 23년) 9월 1일에 화족 여학교(華族女学校, 훗날의 여자 가쿠슈인의 초등소학교(初等小学校)에 입학하여, 1893년(메이지 26년)에는 고등소학교과(高等小学校科)로 진학, 1896년(메이지 28년)에는 초등중학과(初等中学科)로 진학하였다. 화족 여학교에서는 시모다 우타코(下田歌子), 이시이 후데코(石井筆子), 쓰다 우메코(津田梅子) 등이 그녀를 가르쳤는데, 특히 후데코와의 사제 관계는 공사(公私)를 막론하고 평생 이어졌다.

### 혼인과 황태자비 책봉
1900년(메이지 33년) 2월 11일에 15세의 나이로 다섯 살 연상의 황태자였던 요시히토 친왕과 약혼하고, 같은 해 5월 10일에 궁중의 현소(賢所)에서 신 앞에서 결혼식을 올렸다. 이때 결혼을 축하하기 위해 지은 것이 아카사카 이궁(赤坂離宮), 지금의 영빈관(迎賓館)이다.
다이쇼 천황과의 부부 관계는 몹시 양호했으며, 관례를 무시하고 남편의 신변을 돌보는 것을 도맡아 하기도 했다. 남편을 자주 무시했던 야마가타 아리토모에게 불만이 많아서 그가 지지하는 여성을 장남 히로히토의 약혼녀로 삼지 않고, 히로히토가 아내가 될 사람을 직접 선택하도록 젊은 귀족 여성들을 초대해 다과회를 여러 차례 열었다는 일화가 있다. 또한 결혼한 이듬해 4월 29일에 장남 히로히토(裕仁, 훗날의 쇼와 천황)를 낳은 것을 시작으로 1902년(메이지 35년) 6월 25일에 차남 지치부노미야 야스히토를, 1905년(메이지 38년) 1월 3일에 3남 다카마쓰노미야 노부히토, 1915년(다이쇼 4년) 12월 2일에 막내 미카사노미야 다카히토를 출산하는 등 연달아 네 명이나 되는 황자(皇子)를 낳음으로서 일부일처제 확립에 기여하여, 그녀의 궁중에서의 지위는 절대적인 것이 되었다.

### 황후 시절
1912년(메이지 45년) 7월 30일에 메이지 천황의 붕어로 황태자였던 요시히토 친왕이 왕위를 이어받으면서 그녀도 황후가 되었다. 3년 뒤인 1915년(다이쇼 4년) 11월 10일에 교토 어소에서 즉위 의식이 치러졌는데, 마침 황후는 제4황자(미카사노미야)를 임신중이었기 때문에 결석하였다. 황실이나 신토 제사(神道祭祀)의 관례나 전통을 소중히 하면서도 노구치 유카 등 근대 여성교육자를 상담 상대로 자주 궁중에 부르기도 했으며, 시어머니 쇼켄 황태후의 뒤를 이어 양잠 사업을 장려하여 그녀 자신도 양잠에 임했고, 한센병 구제 사업에 힘써서 등대지기를 지원한 것으로도 알려져 있다.
다이쇼 천황이 병으로 집무를 볼 수 없게 되면서는 천황을 몸소 간병하는 한편, 천황을 대신해 황실을 관리하며 조정의 원로나 중신들과도 대립각을 세웠다. 1926년 12월 25일에 다이쇼 천황이 하야마(葉山)에 있던 황실 별저에서 붕어하고 섭정 황태자 히로히토 친왕이 황위를 이어받으면서(쇼와 천황) 황태후가 되었다.

### 황태후 시절
다이쇼 천황이 붕어한 뒤 데이메이 황태후는 일과의 나머지 시간, 오전과 오후의 하루 두 번씩 다이쇼 천황의 초상화가 안치된 방에서 지냈는데, 차남 지치부노미야 야스히토 친왕의 증언에 따르면 그 모습은 마치 '살아있는 사람을 대하는' 것과 같았다고 하며, 손주인 쇼와 천황의 황자녀나 막내아들 미카사노미야의 자녀를 귀여워했다고 한다.
1931년(쇼와 6년), 데이메이 황태후의 하사금을 토대로 일본에 '나병 예방 협회'가 설립되었으며, 그녀의 생일의 전후가 '나병 예방의 날'로 지정되었다(현재는 '문둥병을 올바르게 이해하는 주간'이라고 개칭). 패전 뒤에는 시즈오카의 황실 별장에서 보냈다.

### 사망
1951년(쇼와 26년) 5월 17일, 협심증으로 사망하였다. 향년 66세였다.
황태자비 시절에 잠깐 장티푸스를 앓았던 것을 빼면 별다른 중병에도 걸리지 않은 건강한 몸이었던 데다 사망한 날도 항례대로 근로 봉사단을 방문할 예정이었지만, 준비 도중에 발작을 일으켜 급서한 것이다. 또한 쇼와 천황은 당일 진강을 받고 있었는데, 황태후가 사망했다는 소식을 듣고 한동안 실어증 증세를 보였다고 한다. 6월 8일에 《역경》의 ‘일월의 길은 정명(貞明)한 것이다’라는 구절에서 딴 ‘데이메이’(貞明)라는 시호가 올려지고 6월 22일에 국상이 거행되었다.
능묘는 다마 동릉(多摩東陵)으로 일본의 역대 황후 중 최초로 간토 땅에 능이 조성된 황후이다. 또한 패전으로 일본 제국 헌법이 폐지된 뒤의 일본국 헌법 황실전범에 따라 묘가 조성된 최초의 황족이기도 하다.

## 천황 및 황실 가족들과의 관계
쇼와 천황의 아내인 나가코에게는 시어머니로서 어려운 존재였다고 한다. 황족 출신 구니노미야(久邇宮) 가문의 적출(嫡出) 소생으로 신위가 여왕(女王)이었던 며느리에 대한 시기(데이메이 황후 자신은 고셋케인 구조 집안 출신이지만 적통이 아닌 서출이었다) 같은 것으로 여겨지기도 한다(구니노미야 가문도 외척이라는 점을 내세워 제멋대로 구는 일이 많았으므로, 이 점도 데이메이 황태후가 나가코 황후를 좋게 봐주지 않았던 요인으로 여겨지고 있다). 더군다나 다소 차분한 성격이었던 나가코 황후에 비해, 학교에 들어가기 전까지 고엔지 부근의 농가에서 활달하게 뛰어놀며 자라난 데이메이 황태후는 서로 성격도 맞지 않았다. 데이메이 황태후가 나가코 황후에게 주는 주의는 여관장(女官長)을 통해 이루어졌지만, 당시 황태후를 섬겼던 여관장 다케야 쓰네코(竹屋津根子)와 나가코 황후를 섬겼던 여관장 다케야 시즈코(竹屋志計子)는 자매였음에도 좀처럼 서로 마주 보기 어려웠다고 회상하고 있다.
궁중에서 가까이서 섬기던 여관장이나 여관이 실제로 고부간 충돌을 목격한 것은 다이쇼 천황이 사망하기 수개월 전의 일로, 쇼와 천황(당시 황태자) 부부가 부황의 요양처인 하야마 별장에 문병했을 때였다. 나가코 황태자비는 시어머니인 데이메이 황후 앞에서 긴장한 나머지 열을 내리기 위해 물을 적신 손수건을 맨손이 아니라 장갑(일본의 여성 황족은 외출 때는 장갑을 착용한다)을 착용한 채로 짜느라 장갑이 젖어버렸고, 그걸 본 데이메이 황후가 "너는 무엇을 시켜도 여전히 서투르구나!!"라고 쏘아붙이는데 나가코 황태자비는 아무 말도 못하고 묵묵히 있을 수 밖에 없었다는 것이다. 두뇌가 명민하고 다소 다부진 성격이긴 했지만 손아랫사람에게도 직접 질책하는 일이 없었던 데이메이 황후였기에, 이 일을 지켜본 여관들에게 이 사건은 고부 간의 불화를 드러낸 셈이 되었다.
반면 다른 며느리로 지치부노미야 · 다카마쓰노미야 · 미카사노미야 다카히토 친왕의 비들과는 고쇼에서의 식사나 다과회에도 종종 불러 귀여워했다고 한다. 특히 차남 지치부노미야의 비였던 세쓰코(勢津子) 비를 마음에 들어하여 서로 친교가 깊었고, 매년 3월 3일 히나마쓰리마다 세쓰코 비가 시집올 때 가져온 히나 인형을 저택에 장식해놓고 그것을 데이메이 황후에게 보이곤 했다고 한다. 세쓰코는 만년의 회상에서 이때의 일을 "아드님 네 분이 모두 친왕 전하(아들)셨으므로 매년 즐거운 마음으로 기대하고 계셨겠지요"라고 말하고 있다.
여관 제도를 폐지하는 등 궁정내 개혁을 추진했던 장남 쇼와 천황에게 반발해 자신의 오미야 고쇼에서만은 기존의 궁정 제도를 유지하게 했지만, 쇼와 천황과의 관계가 결코 나쁜 것은 아니었으며, 전쟁 때는 전황이 악화되는 와중에도 피난을 거절하는 어머니를 염려한 것이 쇼와 천황이 끝까지 도쿄를 떠나지 않았던 한 요인이기도 했다. 그러나 황후의 애정은 차남인 지치부노미야에게 다소 쏠려 있었다고 하는데, 그것은 황후가 지치부노미야를 그녀의 생일에 낳았다는 것에서 황후가 강한 인연을 느낀 탓이었다고도 한다. 지치부노미야의 비로 막부 말기 조적(朝敵)으로 몰렸던 마쓰다이라 가타모리(松平容保)의 손녀 세쓰코를 강하게 추천한 것도 데이메이 황후로 실제로 혼인이 성립된 것 또한 황후의 의향이 크게 작용한 결과였다는 것이다.

## 가족 관계

### 부모
- 아버지 : 구조 미치타카(九条道孝, 1839 ~ 1906)
- 어머니 : 노마 이쿠코(野間幾子)

### 배우자
| 사진 | 사진 | 이름                 | 생일            | 사망                   | 기타                                  |
| ---- | ---- | -------------------- | --------------- | ---------------------- | ------------------------------------- |
| 부군 |      | 다이쇼 천황 大正天皇 | 1879년 8월 31일 | 1926년 12월 25일(47세) | - 제123대 천황 - 1900년 5월 10일 혼인 |

### 자녀
| 사진 | 사진 | 이름                                        | 생일            | 사망                    | 기타                                                 |
| ---- | ---- | ------------------------------------------- | --------------- | ----------------------- | ---------------------------------------------------- |
| 장남 |      | 쇼와 천황 昭和天皇                          | 1901년 4월 29일 | 1989년 1월 7일(87세)    | - 제124대 천황 - 배우자 : 고준 황후 - 자녀 : 2남 5녀 |
| 차남 |      | 지치부노미야 야스히토 친왕 秩父宮雍仁親王   | 1902년 6월 25일 | 1953년 1월 4일(50세)    | - 배우자 : 야스히토 친왕비 세쓰코 - 자녀 없음        |
| 3남  |      | 다카마쓰노미야 노부히토 친왕 高松宮宣仁親王 | 1905년 1월 3일  | 1987년 2월 3일(82세)    | - 배우자 : 노부히토 친왕비 기쿠코 - 자녀 없음        |
| 4남  |      | 미카사노미야 다카히토 친왕 三笠宮崇仁親王   | 1915년 12월 2일 | 2016년 10월 27일(100세) | - 배우자 : 다카히토 친왕비 유리코 - 자녀 : 3남 2녀   |